# Batalion „Iwo”
Batalion „Iwo” – oddział odwodowy AK walczący od 6 sierpnia do 12 września podczas powstania warszawskiego pod dowództwem majora Jerzego Antoszewicza „Iwo”, w Podobwodzie Śródmieście Południowe.

## Historia Batalionu
Oddział zaczęto formować 1 sierpnia przy ul. Marszałkowskiej 74, jako „Oddział II Georga”. Organizatorem był podający się za „cichociemnego”, samozwańczy dowódca Jerzy Kucharski vel Lewicki „ppor. Georg”. W skład oddziału wchodzili żołnierze, którzy nie dotarli do swoich jednostek, odcięty od swojej kompanii pluton 195 ze Zgrupowania IV „Gurt” pod dowództwem ppor Gustawa Argasińskiego „Kos”, żołnierze NSZ oraz ochotnicy.
6 sierpnia po zweryfikowaniu „ppor. Georga” opuścił on oddział, zaś dowództwo objął dotychczasowy zastępca mjr Jerzy Antoszewicz „Iwo”, zaś jego zastępcą został kpt. Tadeusz Klimowski „Ostoja”. Oddział został przekształcony w Batalion „Iwo”, składający się z czterech kompanii:
- 1 kompania – dowódca rtm. Bronisław Kochański „Wąsal”; uzbrojenie: 2 kb, 6 pistoletów;
- 2 kompania – dowódca ppor. Ignacy Czerwiński „Andrzej”; uzbrojenie: 4 kb, 15 pistoletów;
- 3 kompania (NSZ) – dowódca mjr Wiktor Gosiewski „Taran”; uzbrojenie: 1 kb, 1pm, 5 pistoletów; (od 15 sierpnia odeszła do organizowanego Pułku NSZ im. Traugutta).
- 4 kompania – ppor. Zenon Wiktorczyk „Wik”; uzbrojenie: 5 kb, 20 pistoletów (od 18 sierpnia podporządkowana Batalionowi „Bełt”)
- kompania saperów (w zawiązku) – dowódca ppłk. Hałysze „Jastrzębiec”; uzbrojenie: 4 pistolety.

Od 9 sierpnia batalion w Podobwodzie Śródmieście Południowe, objął odcinek „Marszałkowska”, dozorując ul. Marszałkowską do pl. Zbawiciela. 11 sierpnia od batalionu dołączyło 83 żołnierzy, którzy przeszli kanałami z „Reduty Wawelska” w Obwodu Ochota pod dowództwem ppor. Jerzego Modro „Rarańcza”. Oddział ten utworzył 3 pluton „Wawelska” w 2 kompanii. Po odejściu 3 i 4 kompanii batalion stanowił ruchomy odwód dowództwa Podobwodu. Poszczególne oddziały używane były do poszczególnych akcji. Kompanie i plutony batalionu brały udział w walkach o Politechnikę, Małą Pastę, stację kolejki EKD na ul. Nowogrodzkiej, a 31 sierpnia wzięły udział w ataku na budynki Sejmowe. We wrześniu żołnierze tego oddziału walczyli o kamienicę Lothego (Żywca) na rogu Marszałkowskiej i Al. Jerozolimskich oraz na ul. Kruczej.
27 sierpnia batalion w dwóch kompaniach strzeleckich i kompanii saperskiej liczył 574 ludzi (120 oficerów, 60 podchorążych, 77 podoficerów i 317 żołnierzy). Uzbrojenie batalionu składało się z: 4 pm, 6 kb, 32 pistoletów, 51 granatów i 208 butelek zapalających. Tego samego dnia z batalionu została oddelegowana 1 kompania rtm. Kochańskiego „Wąsal” do grupy „Sławbora” celem uzupełnienia stanów. Po odejściu kompanii, batalion liczył 323 ludzi (55 oficerów, 43 podchorążych, 46 podoficerów i 179 żołnierzy). 9 września po przejściu z Powiśla, do 2 kompanii (nieuzbrojeni do kompanii saperów), włączono oddział WSOP Elektrownia pod dowództwem kpt. Stanisława Skibniewskiego „Cubryna”. 12 września, 2 kompania batalionu oraz kompania saperów zostały włączone do nowo tworzonego Batalionu „Ostoja”.
Żołnierzem batalionu był prawdopodobnie jedyny czarnoskóry powstaniec August Agbola O’Brown.